# Transport w Bydgoszczy

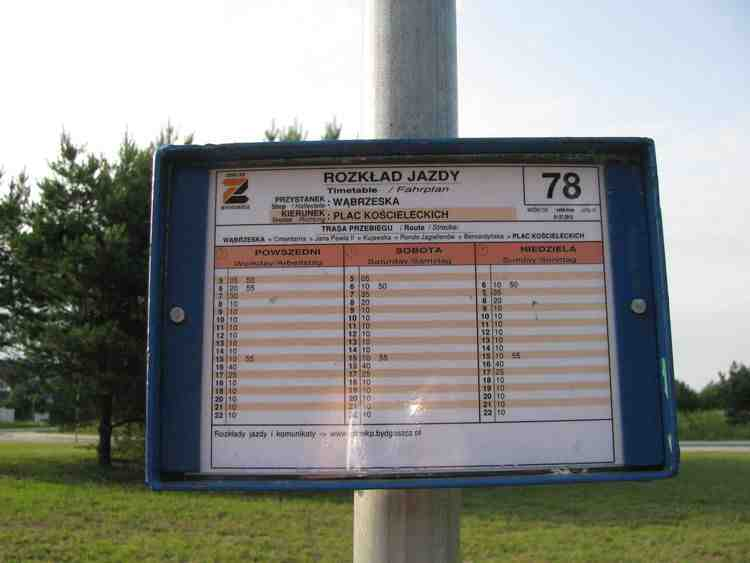
Rozkład Jazdy linii 78 (linia nie istnieje)

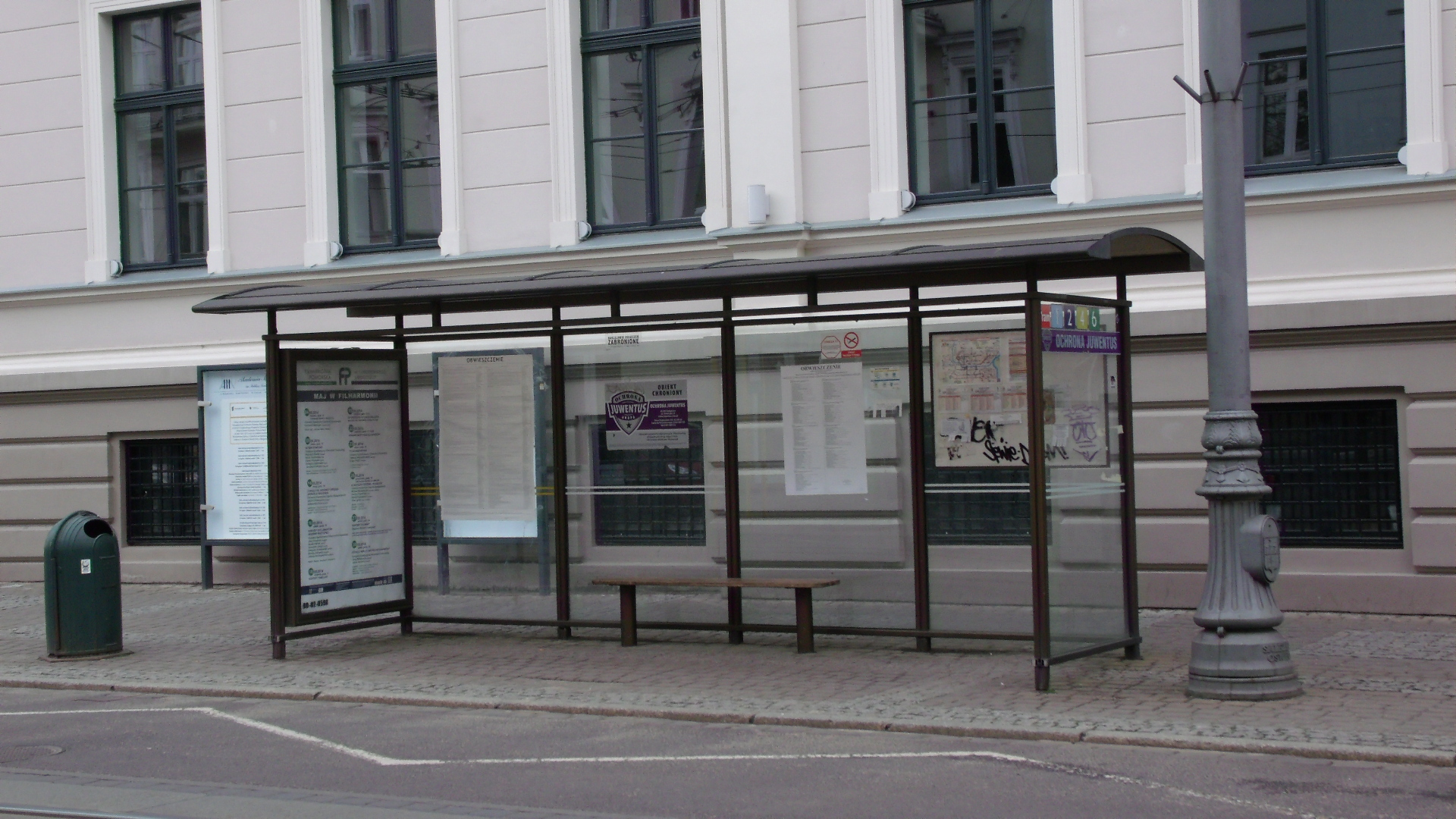
Przystanek ul.Gdańska

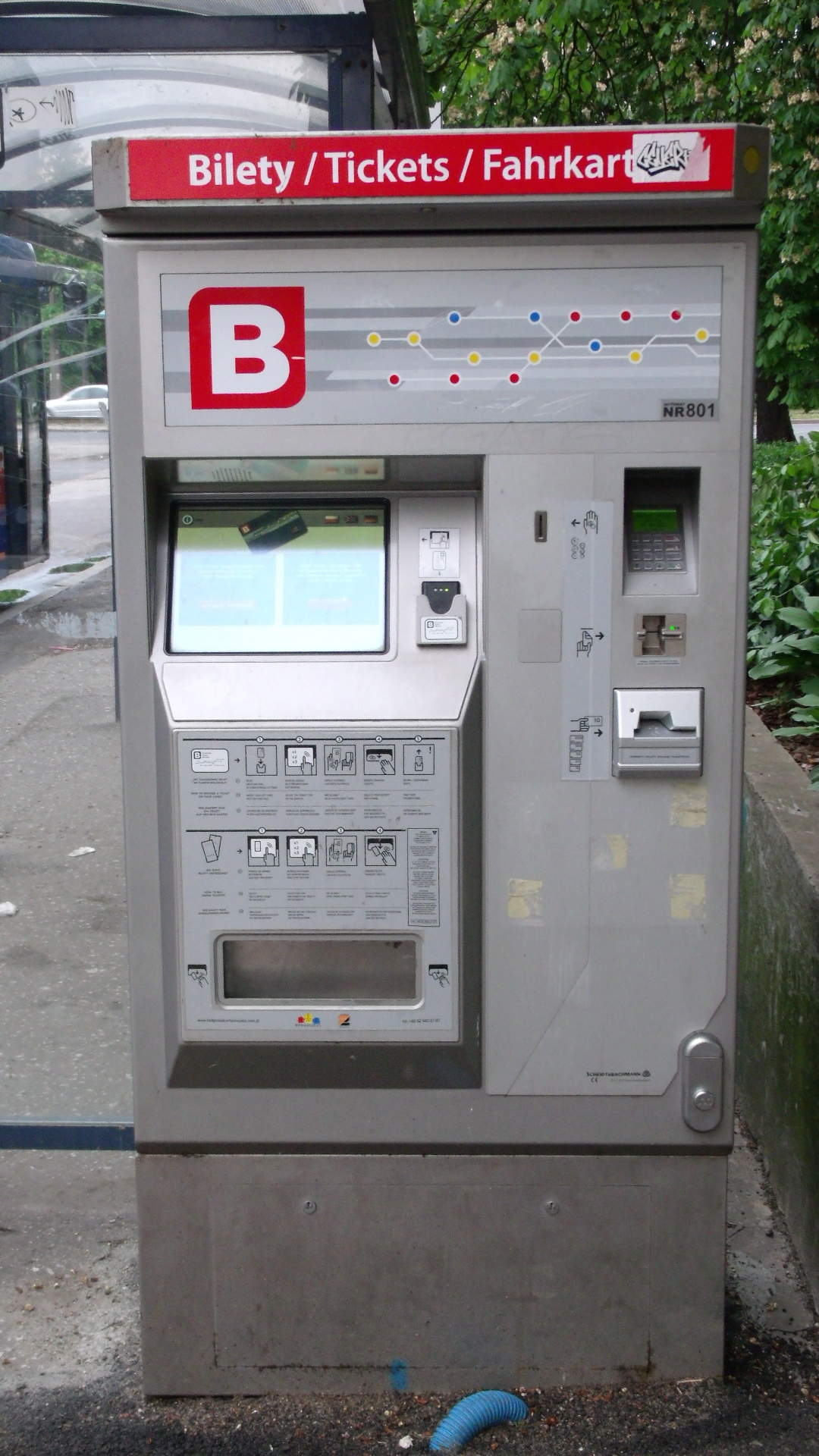
Automat biletowy

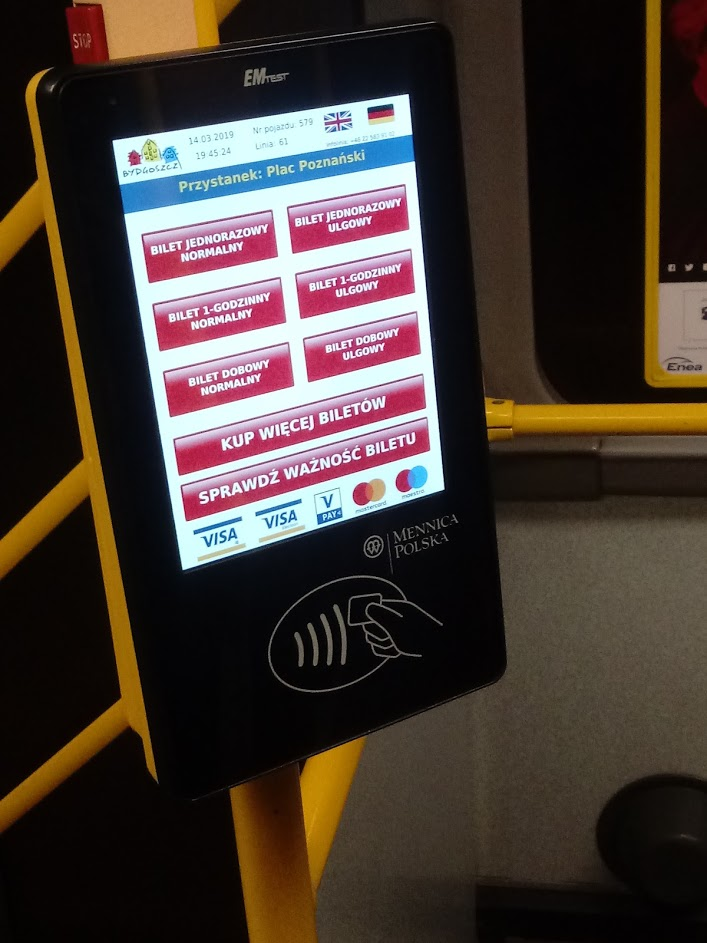
Bezgotówkowy systemem biletowy

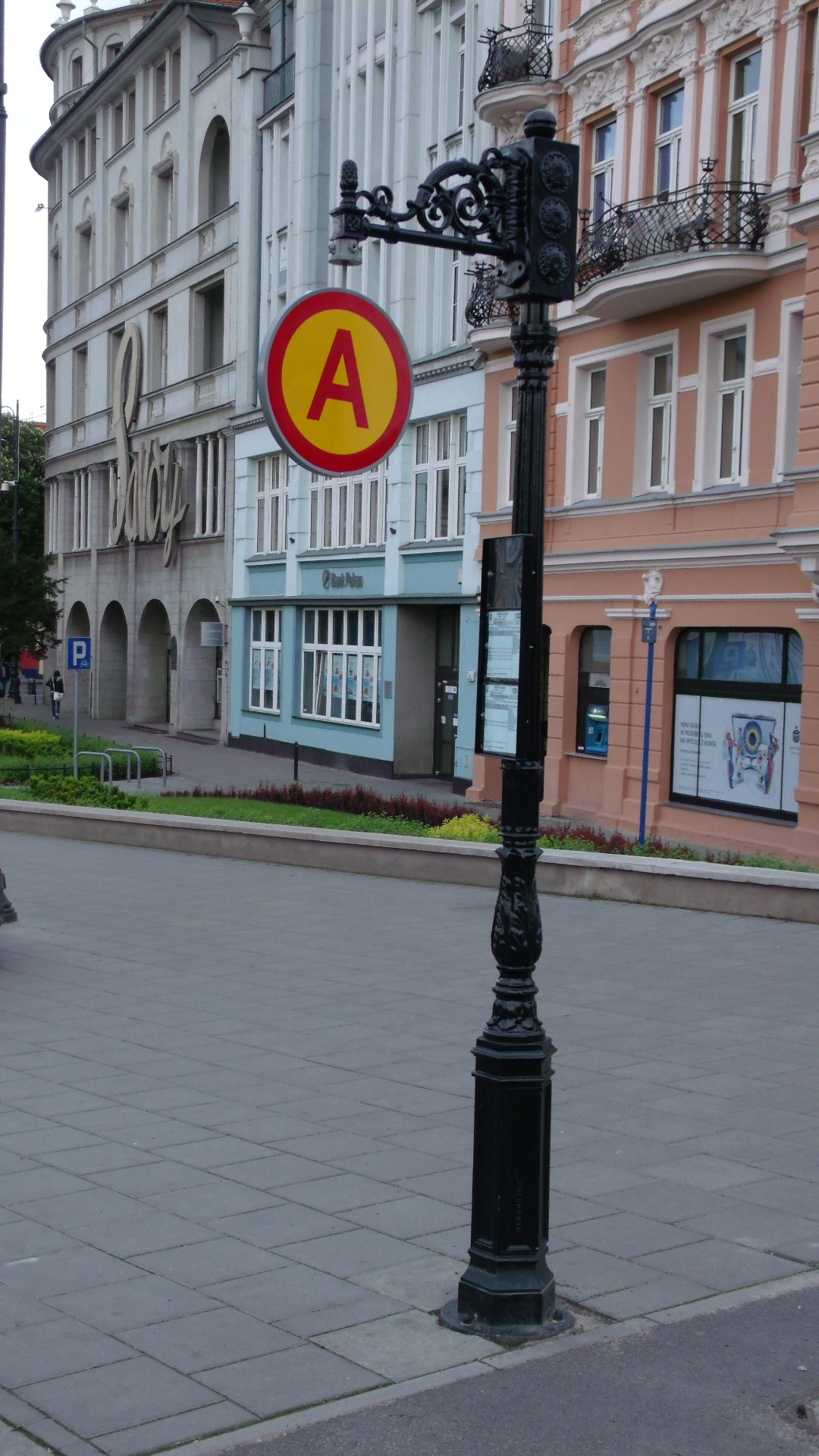
Przystanek Autobusowy linii zabytkowej 100 i 101

## Tramwaje
16.01.2016 uruchomiono trasę tramwajową do dużej bydgoskiej dzielnicy Fordon, wskutek tego w znaczny sposób została zmieniona sieć komunikacji miejskiej w Bydgoszczy. W nowej sieci „Sieć na Pięć” komunikacja miejska opierać się ma głównie na liniach tramwajowych.
W skład komunikacji tramwajowej w Bydgoszczy wchodzi:
- 77 przystanków przystosowanych do przewozu pasażerów,
- 11 linii tramwajowych – w tym jedna kursująca sezonowo (turystyczna „0” ze starym taborem) oraz dwie kursujące ze zmniejszoną częstotliwością (linie 7, 10) i jedna kursująca w szczytach komunikacyjnych (linia 9).
- 20 niskopodłogowych tramwajów

## Autobusy
Komunikacja autobusowa w Bydgoszczy składa się z 46 (w sezonie letnim 49) linii autobusowych:
- 30 zwykłych,
- 11 międzygminnych (jedna w sezonie letnim)
- 6 nocnych,
- 2 turystycznych (sezon letni)

Najważniejszymi węzłami/miejscami przesiadkowymi są:
- Plac Kościeleckich (komunikacja nocna),
- Rondo Grunwaldzkie,
- Rondo Jagiellonów,
- Dworzec Główny (PKP),
- Rycerska
- Garbary (System A+T),
- Wyścigowa,
- Fordońska – Sporna,
- Fordońska – Wiślana,
- Rondo Kujawskie,
- Niepodległości,
- Przylesie,
- Bajka,
- Rondo Fordońskie,
- Rondo Toruńskie,
- Rondo Maczka (węzeł zachód)

Autobusy w Bydgoszczy kursują regularnie od dwudziestolecia międzywojennego.

## System A+T
1 kwietnia 2007 roku weszła w życie uchwała Nr VIII/65/07 Rady Miasta Bydgoszczy z 28 lutego 2007 roku wprowadzająca nowy cennik opłat za przejazd środkami lokalnego transportu zbiorowego w Bydgoszczy. Zgodnie z tym cennikiem na określonych liniach łączonych w systemie A+T (autobus + tramwaj) można podróżować na jednym bilecie zwykłym. Dotyczy to przejazdów z Fordonu, Osowej Góry i Łęgnowa do centrum miasta lub odwrotnie.

## PKS w Bydgoszczy
Dworzec autobusowy jest umieszczony na granicach centrum Bydgoszczy nad Brdą. Obiekt oddano do użytku 29 marca 1975. W pobliżu znajduje się przystanek tramwajowy dla linii 3, 4, 5, 8 i 10..

## Transport kolejowy
Bydgoszcz jest ważnym węzłem kolejowym w Polsce. Na terenie miasta znajduje się 5 stacji kolejowych (z czego dwie nieczynne) oraz 8 przystanków osobowych (z czego cztery nieczynne).

### Bydgoszcz Główna
Najważniejszy dworzec w Bydgoszczy, z którego rocznie korzysta ponad 2 mln osób. Stacja posiada 7 peronów. Statystycznie korzysta z niej ponad 90% podróżnych przemieszczających się koleją z/do Bydgoszczy.

### Bydgoszcz Leśna
Druga ważna stacja kolejowa na trasie do Torunia i do Chełmży przez Bydgoszcz Fordon. Znajduje się tam mały budynek stacyjny umieszczony zaraz przy pętli autobusowej Os. Leśne. Stacja posiada 1 peron, przy którym znajdują się 2 tory. Tor 2 biegnie w stronę Bydgoszcz Bielawy, a tor 1 w stronę Bydgoszczy Głównej. Zatrzymują się tu wszystkie pociągi przejeżdżające przez teren stacji, z wyjątkiem niektórych pociągów kursujących w nocy.

### Bydgoszcz Bielawy
Mały przystanek osobowy przy lokomotywowni Bydgoszcz Wschód. Stacja posiada 2 perony i jest położona na północnym skraju osiedla Bartodzieje.

### Bydgoszcz Wschód
Trzeci ważny dworzec kolejowy na którym zatrzymują się wszystkie pociągi osobowe i wyznaczone pośpieszne. Stacja posiada nieduży budynek w którym mieści się nieczynna poczekalnia, kasa biletowa i kasa towarowa. Przed stacją od strony Bydgoszczy Głównej odchodzą tory do Inowrocławia używane tylko przez pociągi towarowe. 30 metrów za stacją odchodzi tor zelektryfikowany do Bydgoszczy Fordon, a dalej do Unisławia (niezelektryfikowany). Stacja składa się z 2 peronów.

### Linia kolejowa nr 18, kierunek Piła
- Bydgoszcz Zachód

Jeden z przystanków osobowych w dzielnicy Flisy na trasie do Szczecina. Stacja posiada poczekalnię (zamkniętą), 2 perony i budynek dróżnika. Zatrzymują się tu pociągi osobowe.
- Bydgoszcz Osowa Góra

Jeden z przystanków osobowych w dzielnicy Osowa Góra przy wyjeździe na Szczecin. Składa się z 2 peronów pozbawionych kasy biletowej i poczekalni. Zatrzymują się tu pociągi osobowe.

### Obwodnica towarowa nr 201, kierunek Nowa Wieś Wielka
- Bydgoszcz Żółwin

Nieczynny Przystanek należący do Zakładów Chemicznych „ZACHEM” położony po obu stronach wiaduktu drogowego łączącego Kapuściska z Łęgnowem.
- Bydgoszcz Emilianowo

Jedna z nieczynnych w ruchu pasażerskim stacji kolejowych w Bydgoszczy. Stacja posiada 2 perony i niezdewastowany zamieszkany budynek stacyjny. Stacja znajduje się w lesie przy magistrali węglowej. Jest to stacja manewrowa pełniąca ważną rolę w ruchu towarowym.

### Linia kolejowa nr 209, kierunek Chełmża
- Bydgoszcz Brdyujście

Przystanek Osobowy na trasie do Fordonu. Stacja położona jest przy hipermarkecie Auchan. 13 listopada 2008 roku na trasę powróciły pociągi pasażerskie jadące tędy do Chełmży przez Unisław Pomorski oraz do Torunia.
- Bydgoszcz Politechnika

Mały przystanek z jednym peronem umieszczony przy UTP, za wiaduktem nad ulicą Kaliskiego. Budynek jest zamurowany. Na wiadukcie jest miejsce pod drugi tor. 13 listopada 2008 roku na trasę powróciły pociągi pasażerskie jadące tędy do Chełmży przez Unisław Pomorski oraz do Torunia.
- Bydgoszcz Fordon

Stacja kolejowa w Bydgoszczy w dzielnicy Fordon. Stacja leży na trasie Bydgoszcz Wschód – Brodnica. Posiada 2 perony, dodatkowe torowisko do manewrów, budynek stacyjny oraz posterunki stacyjne. Ruch pociągów pasażerskich zawieszono częściowo w 2000 roku, a całkowicie w 2004 roku. Pociągi towarowe dojeżdżały tam nieco dłużej. W budynku stacyjnym niegdyś znajdował się motel, ale teraz stoi on pusty. 13 listopada 2008 roku na trasę powróciły pociągi pasażerskie jadące tędy do Chełmży przez Unisław Pomorski oraz do Torunia.

### Linia kolejowa nr 18, kierunek Toruń
- Bydgoszcz Łęgnowo

Przystanek położony jest nad Brdą. W budynku znajdują się kasa biletowa, poczekalnia i dyżurny ruchu.

### Linia kolejowa nr 356, kierunek Poznań
- Bydgoszcz Błonie

Przystanek wyremontowany ze środków z UE. Na przystanku od 12 czerwca 2016 zatrzymują się pociągi osobowe relacji Bydgoszcz – Inowrocław.

### BiTCity
BiTCity to projektowana Szybka Kolej Miejska łącząca Bydgoszcz i Toruń.
W maju 2007 opracowano studium wykonalności przebiegu bydgosko-toruńskiej kolei metropolitalnej BiTCity, które jest podstawą do ubiegania się o unijne wsparcie do Programu Operacyjnego Infrastruktura i Środowisko 2007-2013. Pozwoli to na modernizację istniejącego torowiska oraz zakup taboru niezbędnego do uruchomienia BiTCity.
Aktualnie pod nazwą BiTCity określa się bilet aglomeracyjny umożliwiający przejazd z jednego miasta do drugiego i korzystania przez kolejną godzinę z komunikacji w tym drugim mieście. Przykładowo, jeżeli ktoś jedzie z Bydgoszczy do Torunia, to po przyjeździe do Torunia ma możliwość korzystania przez godzinę z komunikacji miejskiej w Toruniu.

## Transport lotniczy

### Historia portu lotniczego
Lotnisko w Bydgoszczy powstało podczas I wojny światowej, zostało utworzone na potrzeby armii niemieckiej. W styczniu 1920 roku obszar Bydgoszczy wraz z lotniskiem został przejęty przez wojska wielkopolskie na mocy traktatu wersalskiego i od tego czasu aż do końca lat dwudziestych bydgoskie lotnisko służyło wojskom polskim.
Loty cywilne zostały rozpoczęte w czerwcu 1929 roku, kiedy to PLL „LOT” uruchomiły połączenia z Gdańskiem, Warszawą i Poznaniem. Połączenia te były realizowane do 1933 roku.
W czasie II wojny światowej i po niej lotnisko w Bydgoszczy było rozbudowywane, jednak loty komunikacyjne PLL „LOT” wznowiły dopiero po 1948 roku i z przeszło 10-letnią przerwą, przypadającą na lata 60., obsługiwały bydgoski Port Lotniczy do roku 1981. Na krótko uruchomiono wówczas połączenia z Poznaniem i Gdańskiem, ale najdłużej funkcjonującą i eksploatowaną linią lotniczą było połączenie Bydgoszcz-Warszawa.
Działania zmierzające do reaktywowania cywilnego portu lotniczego w Bydgoszczy podjęto w 1992 roku w efekcie dokonujących się w kraju przemian gospodarczych.
W celu uruchomienia lotniska powołano wówczas Bydgoską Korporację Lotniczą Sp. z o.o., która funkcjonowała do czerwca 1995 roku. W 1995 roku Bydgoską Korporację Lotniczą Sp. z o.o. została przekształcona w spółkę akcyjną Port Lotniczy Bydgoszcz S.A., która zarządza portem do dziś. Znaczącym osiągnięciem spółki było przekształcenie lotniczego portu regionalnego w Bydgoszczy w międzynarodowy port lotniczy.
Bydgoskie lotnisko posiada koncesję Ministra Transportu i Gospodarki Morskiej oraz certyfikat „Polskie Świadectwo Kwalifikacyjne” wydany przez Główny Inspektorat Lotnictwa Cywilnego.
1 maja 2004 roku został oddany do użytku nowy budynek terminala pasażerskiego. Port otrzymał tytuł „Firmy roku 2003”. Tytuł ten został przyznany za szczególny wkład w rozwój regionu oraz osiągnięcia w rozwoju transportu lotniczego. 31 stycznia 2004 r. została wręczona statuetka Polskiego Klubu Biznesu.
Port Lotniczy Bydgoszcz S.A. otrzymał 11.05.2007 r. z rąk Prezesa Urzędu Lotnictwa Cywilnego, Pana Grzegorza Kruszyńskiego, certyfikat lotniska użytku publicznego upoważniający do zarządzania lotniskiem w rozumieniu Ustawy Prawo Lotnicze z 2002 r. Certyfikat ten wydaje się z orzeczenia ULC dla lotniska, które spełnia wszystkie wymogi bezpieczeństwa potwierdzone przez audyt certyfikacyjny przeprowadzony przez zespół certyfikacyjny Urzędu Lotnictwa Cywilnego. Proces certyfikacji, który miał miejsce w Porcie Lotniczym Bydgoszcz S.A., jest sprawdzianem trwałej zdolności lotniska do bezpiecznego wykonywania działalności w myśl nieobowiązującego już Rozporządzenia Ministra Infrastruktury z dnia 6 maja 2003 w sprawie certyfikacji działalności w lotnictwie cywilnym oraz Ustawy Prawo lotnicze.
13 marca 2015 zostało zamknięte ostatnie stałe połączenie krajowe Bydgoszcz - Warszawa, mimo wysokiego zainteresowania tym połączeniem.

### Połączenia lotnicze
Kierunki rozkładowe (Sezon letni 29.04.2023 - 28.10.2023):
- Londyn-Stansted (Ryanair) 3x w tygodniu[3]

- Londyn-Luton (Ryanair)  3x w tygodniu[3]
- Dublin (Ryanair) 2x w tygodniu[3]
- Birmingham (Ryanair) 3 x w tygodniu[3]
- Bristol (Ryanair) 2x w tygodniu[3]

- Warszawa (LOT) 6x w tygodniu[3]
- Kraków (LOT) 2x w tygodniu (Od 16 czerwca 2023)[3][4]

- Londyn-Luton (Wizz Air) 2x w tygodniu[3]
- Londyn-Stansted (Lauda Europe) 1x w tygodniu[3][5][6]

Połączenia czarterowe (Sezon letni 29.04.2023 - 28.10.2023):
- Antalya, Turcja[5][7][8]
- Burgas, Bułgaria[5][7][8]
- Heraklion, Grecja[5][7][8]
- Rodos, Grecja[5][7][8]

Połączenia czarterowe obsługiwane przez Enter Air, Pegasus Airlines oraz Buzz.